# Discovery (Pink Floyd)
Discovery è un box set del gruppo musicale britannico Pink Floyd pubblicato il 26 settembre 2011. 

## Descrizione
Il box raccoglie tutti i 14 studio album del gruppo britannico, nuovamente rimasterizzati da James Guthrie, ad eccezione dell'album The Endless River pubblicato nel 2014. Il cofanetto contiene inoltre un libro di 60 pagine realizzato dal designer Storm Thorgerson.
Tutti i dischi sono stati pubblicati in custodie digipak che sostituiscono le classiche Jewel case. A partire dalla pubblicazione di questo box tutti gli album dei Pink Floyd vennero distribuiti i questa versione fisica. 

## Dischi
- The Piper at the Gates of Dawn
- A Saucerful of Secrets
- Soundtrack from the Film More
- Ummagumma (doppio)
- Atom Heart Mother
- Meddle
- Obscured by Clouds
- The Dark Side of the Moon
- Wish You Were Here
- Animals
- The Wall (doppio)
- The Final Cut
- A Momentary Lapse of Reason
- The Division Bell